# Chabab Houara
Chabab Houara (arab. ‏شباب هوارة‎) – marokański klub piłkarski z siedzibą w Ouled Teima. W sezonie 2020/2021 gra w GNFA 1 (3. liga).

## Opis
Klub został założony w 1964 roku. Klub po raz ostatni grał w GNF 2 w sezonie 2014/2015. Najlepszym wynikiem zespołu w Pucharze Maroka była 1/8 finału w 2017 roku. Zespół gra na Stade du 16 Novembre, który może pomieścić 5000 widzów.